# Новосёлки (Тевельский сельсовет)
Новосёлки (бел. Навасёлкі) — деревня в Кобринском районе Брестской области Белоруссии. Входит в состав Тевельского сельсовета.
По данным на 1 января 2016 года население составило 13 человек в 10 домохозяйствах.

## География
Деревня расположена в 16 км к северо-западу от города Кобрин, 4 км к северо-востоку от станции Тевли, в 67 км к востоку от Бреста, у автодороги Р102 Кобрин-Каменец.
На 2012 год площадь населённого пункта составила 0,21 км² (21 га).

## История
Населённый пункт известен с 1890 года. В разное время население составляло:
- 1999 год: 21 хозяйство, 29 человек;
- 2009 год: 11 человек;
- 2016 год[2]: 10 хозяйств, 13 человек;
- 2019 год[1]: 9 человек.